# 复课闹革命
复课闹革命，是指中国大陆“文化大革命”初期，针对全国学校全面停课状态，中共中央、国务院、中央军委、中央文革小组联合发布通知，要求全部学生返校上课，一边上课一边“闹革命”。

## 经过
1966年“文化大革命”开始，城市学校随即全面停课。12月15日，中共中央发布《关于农村无产阶级文化大革命的指示（草案）》，要求农村学校停课“闹革命”。
学生作为红卫兵，将文革从学校蔓延到全社会，造成严重的社会动荡。大量学生积极参与了夺权活动和派性斗争。一些学校的群众组织，甚至成为当地派性斗争的指挥和联络中心。
1967年9月23日，在毛泽东的批准下，中共中央、国务院、中央军委、中央文革小组联合发布《关于在外地串连学生和在京上访人员立即返回原单位的紧急通知》，要求北京和各地设立的招待外来串连学生和其他人员的机构“9月28日前全部撤销，各有关单位再不负责招待”，外出学生和其他人员“立即无条件地全部返回原地”。10月14日，发布《关于大、中、小学校复课闹革命的通知》，要求学生返校复课，学校恢复招生，“一边进行教学，一边进行改革”。
由于当时局面仍处动乱之中，众多学生仍散在社会没有返校，学校的干部和教师也普遍因受到批判和审查而无法正常工作，这一通知难以普遍执行。很多大学、中学迟迟不能复课。